# Trường Đại học Quốc tế RMIT Việt Nam
Học viện Công nghệ Hoàng gia Melbourne (tiếng Anh: the Royal Melbourne Institute of Technology – RMIT), còn được gọi là Đại học RMIT (tiếng Anh: RMIT University), là một viện đại học Úc hoạt động tại Việt Nam với hai học sở tại Thành phố Hồ Chí Minh và Hà Nội. Phân hiệu tại Việt Nam của RMIT có tên chính thức là Trường Đại học Quốc tế RMIT Việt Nam (tiếng Anh: RMIT University Vietnam), thường được gọi là RMIT Việt Nam (tiếng Anh: RMIT Vietnam). Trường hoàn toàn được đầu tư và điều hành bởi cơ sở chính ở Úc, không thuộc khuôn khổ đại học công lập của Việt Nam.

## Lịch sử
Năm 1998, Chính phủ Việt Nam ngỏ lời mời Đại học RMIT từ Úc xây dựng một trường đại học nước ngoài đầu tiên tại Việt Nam. Năm 2000, Đại học RMIT Việt Nam được thành lập theo quyết định của Bộ Kế hoạch và Đầu tư Việt Nam, theo đó, trường được phép cung cấp các chương trình giáo dục bậc đại học, sau đại học, đào tạo và nghiên cứu.
Đại học RMIT Việt Nam chính thức đi vào hoạt động từ năm 2001, bắt đầu cung cấp các chương trình giảng dạy ở Thành phố Hồ Chí Minh. Năm 2004, trường mở học sở thứ hai tại thủ đô Hà Nội.
Kể từ ngày thành lập tới năm 2015, Đại học RMIT đã trao hơn 800 suất học bổng với tổng giá trị hơn 170 tỉ đồng (tương đương $7.48 triệu USD).
Kể từ khi Giải thưởng Rồng Vàng của Thời báo Kinh tế Việt Nam được khởi trao năm 2003 tới năm 2018, Đại học RMIT Việt Nam đã nhận được 15 giải liên tiếp cho hạng mục "giáo dục xuất sắc". Trường cũng được Hiệp hội Doanh nghiệp Úc tại Việt Nam (AusCham) trao tặng giải thưởng "Doanh nghiệp xuất sắc toàn diện"  và nhiều bằng khen từ chính quyền Việt Nam.
Năm 2008, Đại học RMIT Việt Nam nhận bằng khen của Thủ tướng Việt Nam Nguyễn Tấn Dũng vì "có thành tích trong giáo dục, đóng góp cho phát triển kinh tế xã hội của Việt Nam".

## Tổ chức
Tất cả bằng cấp của Đại học RMIT Việt Nam đều được Bộ Giáo dục và Đào tạo Việt Nam công nhận và được Cục Chất lượng và Tiêu chuẩn giáo dục đại học Úc (Tertiary Education Quality and Standards Agency) thẩm định. Bằng cấp này đều do Đại học RMIT tại Úc trao.

## Học sở và cơ sở vật chất

### RMIT Phạm Ngọc Thạch
Đây là học sở đầu tiên của Đại học RMIT Việt Nam, tọa lạc tại số 21 đường Phạm Ngọc Thạch, Quận 3, Thành phố Hồ Chí Minh. Học sở này được đưa vào hoạt động từ năm 2001. Hiện nay, học sở này được dùng để đào tạo Anh văn, các lớp học kinh doanh và thi IELTS.

### RMIT Nam Sài Gòn
Học sở Nam Sài Gòn của Đại học RMIT Việt Nam nằm trong khu đô thị Nam Sài Gòn tại số 702 Nguyễn Văn Linh, phường Tân Hưng, Quận 7, Thành phố Hồ Chí Minh, cách trung tâm thành phố khoảng 7 km. Bản vẽ xây dựng của học sở này do công ty kiến trúc Norman Day & Cộng sự (Norman Day and Associates) thực hiện, bắt đầu được đưa vào sử dụng từ năm 2005. Giáo sư Norman Day là giáo sư thỉnh giảng (Adjunct Professor) bộ môn kiến trúc tại Đại học RMIT và cũng là một cựu sinh viên của trường này.
Khu Đông học sở Nam Sài Gòn là các tòa nhà giảng dạy với Nhà hát Melbourne, thư viện trong khi khu Tây là khối nhà hành chính, sân vận động, căn tin và phòng khám y tế và khu phức hợp giải trí và sự kiện.
Năm 2012, Đại học RMIT Vietnam khánh thành tòa nhà giảng dạy mới nhất - AB2. Trước đó, chặng 2 của quá trình xây dựng cơ sở vật chất của nhà trường đã được hoàn thành năm 2009, bao gồm một sân vận động, khu phức hợp giải trí và sự kiện, sân quần vợt, và tòa nhà ký túc xá.
Năm 2018, Đại học RMIT tiến hành nâng cấp, tái xây dựng toà nhà giảng dạy vốn đã cũ là AB1. Gói nâng cấp ngoài việc tái xây dựng cơ sở vật chất còn bao gồm việc bổ sung thêm các phòng hỗ trợ dịch vụ cho sinh viên, nhằm đảm bảo các tiêu chuẩn quốc tế về học thuật và giảng dạy.

#### Thư viện
Thư viện tại học sở Nam Sài Gòn có tên Thư viện Beanland và không gian học tập cộng đồng (Beanland Library and Learning Commons), nhằm tôn vinh giáo sư David Beanland, nguyên lãnh đạo của Đại học RMIT Úc, người có đóng góp lớn trong việc mang Đại học RMIT vào Việt Nam.
Thư viện Beanland có bộ sưu tập sách lớn, cùng với nguồn cơ sở dữ liệu điện tử dồi dào từ nhiều kho lưu trữ trên thế giới, hỗ trợ không gian học tập với nhiều phương thức khác nhau. Khu vực thư viện cũng có một số phòng họp nhỏ cho mục đích học nhóm và thảo luận. Thư viện còn đảm trách nhiệm vụ tập huấn kỹ năng nghiên cứu, hỗ trợ nghiên cứu, tư vấn cách trích dẫn tài liệu tham khảo, dịch vụ mượn trả tài liệu, dịch vụ mượn liên thư viện, đặt phòng thảo luận, và dịch vụ in ấn và photo. Sinh viên mới vào trường được tham gia các chuyến tham quan thư viện, làm quen với trang thiết bị thư viện.

### RMIT Hà Nội
Học sở Hà Nội được khánh thành năm 2004 tại khu Ngoại giao đoàn Vạn Phúc, Hà Nội. Năm 2010, do số lượng sinh viên tăng cao, học sở Hà Nội dời về tòa nhà Handi Resco ở số 521 đường Kim Mã, Quận Ba Đình gần hồ Ngọc Khánh.

## Chương trình học

### Chương trình tiếng Anh và chuyển tiếp đại học[14]
- Chương trình tiếng Anh cho đại học
- Chương trình UniStart
- Chương trình luyện thi IELTS
- Chương trình tiếng Anh cho thanh thiếu niên
- Chương trình tiếng Anh ngoại khóa mùa hè
- Chương trình tiếng Anh cho doanh nghiệp

### Chương trình cử nhân[15]

#### Cử nhân kinh doanh
- Cử nhân kinh doanh (Kinh tế - Tài chính)
- Cử nhân kinh doanh (Kinh doanh quốc tế)
- Cử nhân kinh doanh (Logistic và quản trị chuỗi cung ứng)
- Cử nhân kinh doanh (Quản trị kinh doanh)

#### Cử nhân quản trị du lịch và khách sạn
- Cử nhân quản trị du lịch và khách sạn

#### Cử nhân marketing
- Cử nhân marketing điện tử

#### Cử nhân thiết kế ứng dụng sáng tạo
- Cử nhân thiết kế ứng dụng sáng tạo

#### Cử nhân thiết kế truyền thông
- Cử nhân thiết kế (truyền thông đa phương tiện)

#### Cử nhân quản lý và kinh doanh thời trang
- Cử nhân quản lý và kinh doanh thời trang

#### Cử nhân truyền thông
- Cử nhân truyền thông (truyền thông chuyên nghiệp)

#### Cử nhân ngôn ngữ
- Cử nhân ngôn ngữ

#### Cử nhân công nghệ thông tin.
- Cử nhân công nghệ thông tin

#### Cử nhân kỹ thuật
- Kỹ sư điện và điện tử (Bằng Honours)
- Kỹ sư Robot và cơ điện tử (Bằng Honours)
- Kỹ sư Phần mềm (Bằng Honours)

Cử nhân khoa học ứng dụng
- Khoa học ứng dụng (Tâm lý học)
- Khoa học ứng dụng (Hàng không)

### Chương trình sau đại học[16]
- Thạc sĩ quản trị kinh doanh
- Thạc sĩ quản trị kinh doanh (cấp Quản lý)
- Thạc sĩ kinh doanh quốc tế
- Chứng chỉ sau đại học - Khởi nghiệp kinh doanh
- Chương trình tiến sĩ (PhD)

## Ban lãnh đạo
Đại học RMIT Việt Nam được điều hành bởi một Ban lãnh đạo, đứng đầu là ông Peter Coloe, Quyền Thừa hành Phó chủ tịch Hội đồng trường phụ trách Phát triển toàn cầu.